# Bancroft (Michigan)
Pour les articles homonymes, voir Bancroft.
Bancroft est un village du comté de Shiawassee, dans l'État du Michigan, aux États-Unis. En 2020, il comptait une population de 484 habitants.